# Hirriusa arenacea
Hirriusa arenacea är en spindelart som först beskrevs av Lawrence 1927.  Hirriusa arenacea ingår i släktet Hirriusa och familjen snabblöparspindlar.
Artens utbredningsområde är Namibia. Inga underarter finns listade i Catalogue of Life.